# SC Preußen Münster
SC Preußen Münster is een Duitse profvoetbalclub uit Münster, die uitkomt in de 2. bundesliga. De club werd in 1906 opgericht. Tussen 1910 tot 1981 was de club altijd actief in de twee hoogste klasses. Daarna bewoog de club zich tussen het tweede en vierde niveau.

## Geschiedenis
De club werd op 30 april 1906 als FC Preußen door studenten van het Johann-Conrad-Schlaun-Gymnasiums opgericht. De club sloot zich aan bij de West-Duitse voetbalbond en speelde in de tweede klasse van de Markse competitie en werd laatste. Na dit seizoen ging de club over naar de competitie van Ravensberg-Lippe dat na één seizoen overging in de nieuwe Westfaalse competitie. Deze competitie was in twee reeksen opgedeeld en Preußen werd autoritair kampioen van de oostgroep, echter was er geen finale om de algemene titel tegen SuS Schalke 1896. Beide clubs bekampten elkaar wel in de eerste ronde van de West-Duitse eindronde, waar Schalke aan het langste eind trok. Twee jaar later werden de groepen samengevoegd en Münster werd kampioen. In de eindronde werden de vijf kampioenen over één groep verdeeld en Münster werd vicekampioen achter Duisburger SpV. Tijdens de Eerste Wereldoorlog werd de competitie regionaal in meerder reeksen opgedeeld, enkel in 1917 kon de club een titel vieren. Bij de hervatting van de competitie in 1919/20 werd de club vicekampioen achter Hammer SpV 04. Het volgende seizoen waren er weer twee reeksen en Münster en Arminia Bielefeld werden groepswinnaar. Er kwam geen beslissende wedstrijd om de titel omdat Bielefeld op illegale wijze een speler van Hammer SpV had verworven. Münster werd dus zonder te spelen kampioen en plaatste zich voor de eindronde. De vijf kampioenen werden verdeeld over één groep en Münster werd laatste. Tijdens dit seizoen nam de club ook de huidige naam aan.
Twee jaar later stond de club wel tegen Arminia Bielefeld in de finale om de titel en kreeg een 7:0 draai om de oren. De volgende jaren eindigde de club in de middenmoot. Op 1 november 1925 schreef de club samen met Arminia geschiedenis toen de wedstrijd tussen beide clubs de eerste was in Duitsland die live op de radio te volgen was. In 1927/28 werd de club laatste en degradeerde. Na twee jaar keerde de club terug. Na twee middelmatige plaatsen werd de club in 1932/33 tweede in groep west achter SpVgg Herten, hierdoor plaatste de club zich net voor de nieuwe Gauliga Westfalen die vanaf het volgende seizoen ingevoerd werd als hoogste klasse. De Gauliga werd gedomineerd door FC Schalke 04 en in 1934/35 werd Münster derde, dit werd echter gevolgd door een degradatie. Het volgende seizoen speelde de club in de eindronde voor promotie, maar slaagde er niet in die te winnen. In 1938 won Münster zijn groep wel en promoveerde. Na twee mindere plaatsen werd de club afgetekend laatste in 1940/41.

### Na de Tweede Wereldoorlog
Na de Tweede Wereldoorlog werden opnieuw competities gespeeld in de modus van voor 1933 en Münster eindigde twee keer in de subtop van de Westfaalse competitie. Vanaf 1947 werd de Oberliga West ingevoerd als hoogste klasse voor de clubs van de vroegere West-Duitse bond. Preußen plaatste zich hier niet voor, maar kon wel na één seizoen promoveren. Bij de terugkeer werd de club meteen vierde. Münster was de eerste Duitse club die spelers aankocht en deze investering loonde zich. In 1950/51 werd de club vicekampioen achter Schalke 04, waardoor de club zich plaatste voor de eindronde om de Duitse landstitel. In een groep met 1. FC Nürnberg, Hamburger SV en Tennis Borussia Berlin werd de club groepswinnaar en ging zo naar de finale om de titel. In het Berlijnse Olympiastadion verloor de club voor 100.000 toeschouwers met 1:2 van 1. FC Kaiserslautern. Na twee plaatsen in het middenveld werd de club vierde in 1953/54. Na enkele mindere plaatsen flirtte de club in 1956/57 zelfs met de degradatie, maar kon zich herstellen met een zesde plaats. De volgende seizoenen belandde Münster weer in de middenmoot. In 1962 ging de club op Zuid-Amerikaanse reis en speelde vriendschappelijke wedstrijden tegen de nationale elftallen van Chili en Argentinië, die beiden door Münster gewonnen werden.

### Bundesliga
In 1962/63 werd de club verrassend vierde, wat zeer belangrijk was omdat na dit seizoen de Bundesliga ingevoerd werd als nieuwe hoogste klasse, voor de eerste keer voor heel het land. Er mochten slechts vijf teams uit de Oberliga deelnemen. Vanwege de goede resultaten mocht Schalke 04 deelnemen, hoewel ze slechts zesde werden in de competitie. Preußen Münster eindigde samen met Alemannia Aachen op de vierde plaats, maar het was Münster dat de voorkeur kreeg onder groot protest van Alemannia. De eerste Bundesligawedstrijd op 24 augustus 1963 tegen Hamburger SV trok 40.000 toeschouwers naar het Preußenstadion en eindigde op 1:1. Aan het einde van het seizoen moest de club met één punt achterstand op Karlsruher SC en Hertha BSC genoegen nemen met de voorlaatste plaats en degradeerde dus na één seizoen al uit de eliteliga, waar de club nooit meer zou terugkeren.

### 2. Bundesliga en Regionalliga
In de Regionalliga West werd de club een middenmoter en pas in 1974 eindigde de club in de top vijf. Na dit seizoen werd de 2. Bundesliga ingevoerd als hoogste klasse, waarvoor de club zich plaatste. In 1976, 1978 en 1979 werd de club telkens derde waardoor ze de eindronde om promotie net misten. In 1981 werd de club dertiende, maar omdat de 2. Bundesliga van twee reeksen werd teruggebracht op één reeks moest de club degraderen naar de Oberliga Westfalen, voor het eerst in de geschiedenis speelde de club in de derde klasse. De club eindigde de volgende seizoenen steevast in de top vijf en werd in 1987 vicekampioen achter SpVgg Erkenschwick. Het volgende seizoen werd de club autoritair kampioen met 54 punten op 60. In de eindronde om promotie kon de club het echter niet waarmaken en bleef in de Oberliga. In 1989 eindigde de club samen met Arminia Bielefeld op de eerste plaats, maar werd kampioen door een beter doelsaldo. In de eindronde werd de club tweede achter MSV Duisburg, wat volstond voor promotie naar de 2. Bundesliga. Bij de terugkeer in de tweede klasse werd de club twaalfde en kon rivaal Schalke 04, dat intussen ook aan lager wal geraakt was, zowel thuis als uit verslaan. Het volgende seizoen volgde echter de ontnuchtering met een nieuwe degradatie. Münster werd twee keer op rij kampioen in de Oberliga, maar slaagde er niet in te promoveren. In 1994 werd de tweede plaats behaald, wat recht gaf op een startticket voor de heringevoerde Regionalliga West/Südwest, die nu de derde klasse werd. Datzelfde jaar won de club het amateurkampioenschap in de finale tegen Kickers Offenbach. De club eindigde zes jaar in de betere middenmoot en werd nadat de Regionalliga West/Südwest ontbonden werd in 2000 ging de club in de Regionalliga Nord spelen. De concurrentie werd groter en na een goede start in het eerste seizoen belandde de club in de lagere middenmoot de volgende jaren. In 2002 werd degradatie net vermeden doordat er uit de 2. Bundesliga maar één daler was voor de Regionalliga Nord. Twee jaar later werd het behoud op de laatste speeldag verzekerd tegen SG Wattenscheid 09. In 2006, toen de club zijn honderdste verjaardag vierde, degradeerde de club naar de Oberliga Westfalen, voor het eerst speelde de club in de vierde klasse.
De club wilde meteen terugkeren, maar met slechts een zesde plaats, mislukte dat. Het volgende seizoen was nog belangrijker omdat hierna de 3. Liga ingevoerd werd als derde klasse, een promotie zat er dat jaar dus sowieso niet in, enkel hetzelfde niveau behouden, waarvoor enkel de top vier zich plaatste. Dit doel werd vroegtijdig bereikt en de club werd zelfs kampioen waardoor ze weer naar de Regionalliga terugkeerden dat nu de vierde klasse was. De club won ook nog een lokale beker en plaatste zich zo voor het eerst sinds elf jaar voor de eerste ronde van de DFB-Pokal (sinds de na penalty's verloren wedstrijd tegen FSV Mainz 05 in 1997). De club lootte Bundesligaclub VfL Bochum en verloor pas na penalty's met 5:6.
In de Regionalliga eindigde de club op een respectabele vierde plaats en won de Westfalenpokal waardoor ze opnieuw aan de DFB-Pokal deelnamen. In een, voor het eerst sinds lang, uitverkochte stadion trad de club voor 18.200 toeschouwers aan tegen Hertha BSC, dat vorig seizoen nog vierde eindigde in de Bundesliga. Na 90 minuten stond het 1:1 en in de verlengingen scoorde Hertha nog twee keer in de laatste minuten. Ook het volgende seizoen plaatste de club zich voor de beker en verloor nu van VfL Wolfsburg. Na een zesde plaats in de competitie in 2010 werd de club in 2011 kampioen en promoveerde naar de 3. Liga.

### Terug naar het tweede niveau
In het eerste seizoen terug op het derde niveau eindigde de club in de middenmoot van de competitie. Tussen de seizoenen 2012/13 en 2018/19 werd standaard een plaats in de top tien van de competitie gehaald. Lang duurde deze opleving echter niet, in 2020 degradeerde de club terug naar de Regionalliga West waar het maar drie seizoenen actief was, respectievelijk eindigde de ploeg derde, tweede en eerste in die jaren. Door het kampioenschap van 2022/23 promoveerde de club wederom naar het derde niveau waar het maar een enkel seizoen aanwezig was. In dat ene seizoen werd promotie behaald naar de 2. Bundesliga door middel van een tweede plaats.

## Erelijst
- Duits amateurkampioen

1994
- Kampioen Westfalen

1912, 1914, 1921
- Kampioen Westfalen/Münster-Osnabrück

1917

## Overzichtslijsten
| Niveau | Aantal | Periode (1947-2026)                        |
| ------ | ------ | ------------------------------------------ |
| I      | 16     | 1948-1964                                  |
| II     | 22     | 1947-1948, 1964-1981, 1989-1991, 2024-.... |
| III    | 33     | 1981-1989, 1991-2006, 2011-2020, 2023-2024 |
| IV     | 8      | 2006-2011, 2020-2023                       |

### Eindklasseringen vanaf 1964 (grafisch)
- 1964 15e
Bundesliga
- 1965 8e
Regionalliga
- 1966 6e
Regionalliga
- 1967 9e
Regionalliga
- 1968 13e
Regionalliga
- 1969 13e
Regionalliga
- 1970 7e
Regionalliga
- 1971 9e
Regionalliga
- 1972 11e
Regionalliga
- 1973 13e
Regionalliga
- 1974 5e
Regionalliga
- 1975 9e
2. Bundesliga
- 1976 3e
2. Bundesliga
- 1977 6e
2. Bundesliga
- 1978 3e
2. Bundesliga
- 1979 3e
2. Bundesliga
- 1980 10e
2. Bundesliga
- 1981 13e
2. Bundesliga
- 1982 5e
Oberliga
- 1983 3e
Oberliga
- 1984 3e
Oberliga
- 1985 4e
Oberliga
- 1986 5e
Oberliga
- 1987 2e
Oberliga
- 1988 1e
Oberliga
- 1989 1e
Oberliga
- 1990 12e
2. Bundesliga
- 1991 18e
2. Bundesliga
- 1992 1e
Oberliga
- 1993 1e
Oberliga
- 1994 2e
Oberliga
- 1995 10e
Regionalliga
- 1996 9e
Regionalliga
- 1997 5e
Regionalliga
- 1998 8e
Regionalliga
- 1999 4e
Regionalliga
- 2000 8e
Regionalliga
- 2001 5e
Regionalliga
- 2002 15e
Regionalliga
- 2003 12e
Regionalliga
- 2004 13e
Regionalliga
- 2005 10e
Regionalliga
- 2006 15e
Regionalliga
- 2007 6e
Oberliga
- 2008 1e
Oberliga
- 2009 4e
Regionalliga
- 2010 6e
Regionalliga
- 2011 1e
Regionalliga
- 2012 12e
3. Liga
- 2013 4e
3. Liga
- 2014 6e
3. Liga
- 2015 8e
3. Liga
- 2016 9e
3. Liga
- 2017 9e
3. Liga
- 2018 10e
3. Liga
- 2019 8e
3. Liga
- 2020 18e
3. Liga
- 2021 3e
Regionalliga
- 2022 2e
Regionalliga
- 2023 1e
Regionalliga
- 2024 2e
3. Liga
- 2025 15e
2. Bundesliga

- Niveau 1
- Niveau 2
- Niveau 3
- Niveau 4

| Legenda niveautijdlijn | Legenda niveautijdlijn      | Legenda niveautijdlijn      | Legenda niveautijdlijn      | Legenda niveautijdlijn    | Legenda niveautijdlijn |
| Liga                   | Seizoen 1963/64 t/m 1973/74 | Seizoen 1974/75 t/m 1993/94 | Seizoen 1994/95 t/m 2007/08 | Seizoen 2008/09 tot heden | Opmerking              |
| ---------------------- | --------------------------- | --------------------------- | --------------------------- | ------------------------- | ---------------------- |
| Bundesliga             | Niveau I                    | Niveau I                    | Niveau I                    | Niveau I                  |                        |
| 2. Bundesliga          | --                          | Niveau II                   | Niveau II                   | Niveau II                 |                        |
| 3. Liga                | --                          | --                          | --                          | Niveau III                |                        |
| Regionalliga           | Niveau II                   | --                          | Niveau III                  | Niveau IV                 |                        |
| Oberliga               | --                          | Niveau III *                | Niveau IV                   | Niveau V                  | * vanaf 1978/79        |

## Bekende (ex-)spelers
- Eric Groeleken
- Heino Hansen
- Ogechika Heil
- Thomas Kok
- Rogier Krohne
- Christoph Metzelder
- Christian Pander
- Joop Schuman
- Jorrit Hendrix